# Etnicidade
Etnicidade é o conjunto de características comuns a um grupo de pessoas, que as diferenciem de outro grupo. Normalmente essas características incluem a língua, a cultura e também a noção de uma origem comum. Segundo Riesman, etnicidade é a autoconsciência da especificidade cultural e social de um grupo particular, ou seja, o fato de se pertencer a um grupo culturalmente ligado. Essa definição, segundo ele, nos remota as principais considerações sobre etnicidade que seriam, portanto, a definição da natureza das relações étnicas, a percepção do papel social dos indivíduos no seu próprio grupo e fora dele.
O conceito de “etnicidade” tem um significado puramente social, está mais ligado a cultura do que um conceito de raça, pessoas com hábitos culturais diferentes consideram-se culturalmente distintos de outro grupo cultural da sociedade, e são vistos como diferentes por estes outros grupos, diferentes características podem distinguir um grupo étnico de outro, mas a principal é a língua, estilos de roupas, religiões ou adornos, tais características étnicas são totalmente aprendidas, mas como é comum certo grupo pode ser tachado de preguiçoso ou até mesmo ignorantes, não há nada de nato na etnicidade é um fenômeno  puramente social, produzido e reproduzido ao longo do tempo. Na verdade, a etnicidade é um atributo que todos os membros de uma população possuem,  e não apenas determinados segmentos desta, entretanto, a etnicidade está, com maior frequência, associada a grupos minoritários dentro de uma população. [carece de fontes?]
Grupos minoritários - o termo grupos minoritários é amplamente utilizada na sociologia, sendo mais que uma distinção numérica, existem muitas minorias. Ex.:pessoas altas, magras, baixas, porém estas não são minorias segundo o conceito sociológico, minorias são um grupo inferior numericamente e estão em desvantagens sociais se comparados com a grande parte da população majoritária, sendo objeto de preconceito de tal grupo dominante, tal comportamento reforça a ideia de lealdade e de interesses comuns. Por isso quando a expressão “minoria” é usada pelos sociólogos não é em caráter numérico e sim a posição subordinada  do grupo dentro da sociedade, pois o termo minoria expressa a situação de desamparo, os membros deste grupo estão normalmente isolados física e socialmente, costumam se concentrar em certos bairros, cidades ou regiões. Esses grupos costumam casar entre si para manter viva sua distinção cultural.
Diferenças físicas, como a cor da pele, são, com frequência, o fator decisivo para designar uma minoria étnica, as diferenças étnicas são comuns em associações de desigualdades em relação à riqueza e ao poder.

## Retorno à identidade

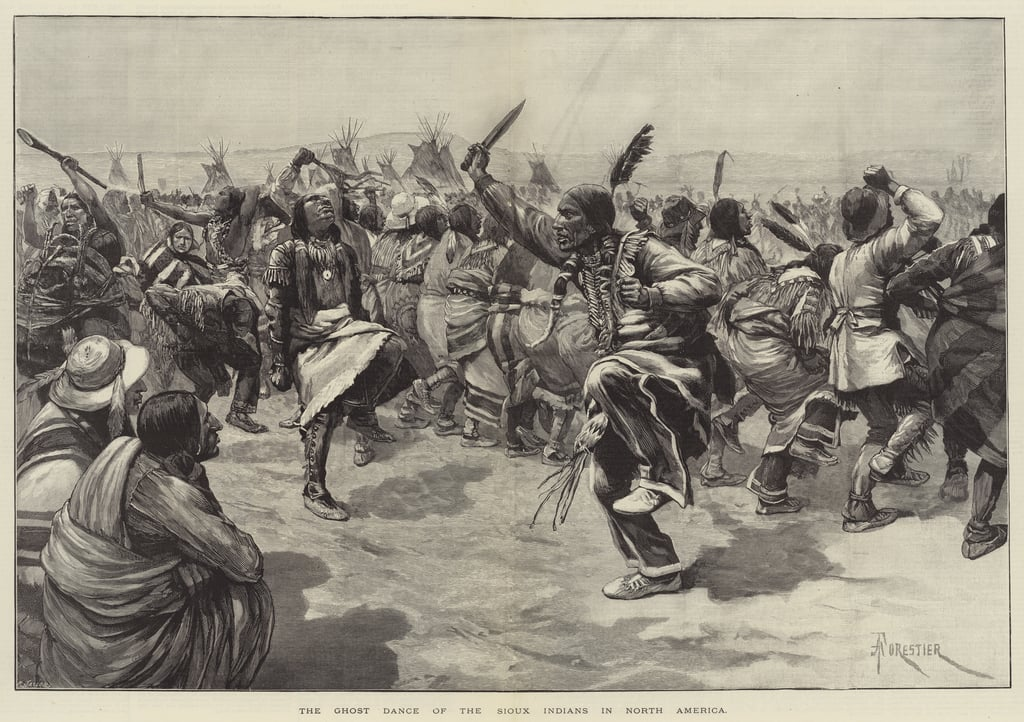
Dança dos Espíritos (Ghost Dance)

Movimentos indígenas como os denominados Pow-wow (Dream Dance de 1879) e Dança dos Espíritos (Ghost Dance) de 1890 que reuniram dezenas de distintas etnias em torno de líderes religiosos como Alce Negro, o famoso curandeiro - vidente (Wičháša) Oglala -Sioux e/ou John Wilson índio Cado-Delaware e Quanah Parker (Comanche) iniciadores da Igreja Nativa Americana resultante do movimento social ocorrido no final do século XIX denominado Peiotismo, têm como premissa, segundo Lanternari, uma defesa contra os efeitos desmoralizadores do impacto da colonização europeia exploradora de suas terras e conquista de sua autonomia (independência).
Fenômenos semelhantes, também conhecidos como movimentos messiânicos ou nativistas já se registraram do Brasil, descritos como "Santidades indígenas" dos índios tupis guaranis, sendo uma das mais famosas a conhecida como "Santidade do Jaguaribe" nos finais do séc. XVI. Risério, observa que a guerra não representou um recurso exclusivo dos tupinambás à implantação dos europeus na Capitania da Baía de Todos os Santos durante a colonização do Brasil, as referidas "santidades" se caracterizam como uma forma de resistência cultural indígena, assinalando porém a comum associação destas à conflitos armados. O nome "santidade" possuía diversos significados nos textos jesuíticos, o profeta - feiticeiro (caraíba), os ritos que eles oficiavam (com transes, bailes e cantos), o conjunto das crenças que cultivavam e os movimentos messiânicos que deflagravam.
Apesar de combatidos, sobretudo enquanto grupos organizados e ameaças às autoridades estabelecidas, sobreviveram como religiões, conhecidas no Brasil desde o século XVI como pajelança ou catimbó, proibidas por lei assim como o candomblé dos afro-descendentes, e sujeita aos reveses da discriminação social.
Nascimento  analisando o retorno à utilização do ritual de uso da jurema (uma planta medicinal com propriedades psicoativas), entre os índios Kiriris do nordeste do Brasil, denominado "Toré", ocorrido simultaneamente ao processo de reorganização social e de legalização de suas terras, nos coloca que a "eficácia étnica" da reutilização desse ritual decorreu não apenas do reconhecimento externo, da população de "brancos" que passara a saber de sua existência, mas igualmente e talvez em maio medida, de seu reconhecimento interno, ou seja, pela adesão dos agentes às crenças mágico - religiosas envolvidas no ritual. Sua hipótese é que sobre essa base é que se articularam os significados que o "Toré" teve para reafirmação étnica do grupo. Sendo a reafirmação étnica apenas a face simbólica de um processo de reorganização concreta do grupo. (Nascimento, o.c. p. 37).

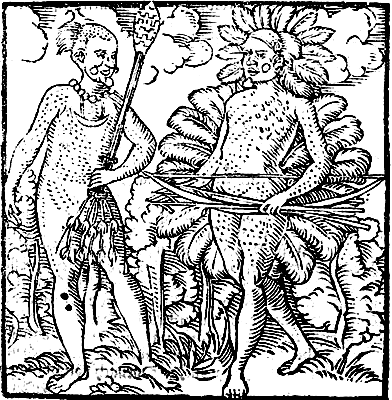
Chefes tupinambás segundo Hans Staden